# Collegio plurinominale Trentino-Alto Adige - 01 (Camera dei deputati)
Il collegio elettorale plurinominale Trentino-Alto Adige/Südtirol - 01 è un collegio elettorale plurinominale della Repubblica Italiana per l'elezione della Camera.

## Territorio
L'ambito territoriale del collegio corrisponde a quello della circoscrizione Trentino-Alto Adige/Südtirol e alla regione Trentino-Alto Adige.
In base alla normativa del 2017 e fino al 2020 gli appartenevano sei collegi uninominali: Trentino-Alto Adige - 01 (Bolzano), Trentino-Alto Adige - 02 (Merano), Trentino-Alto Adige - 03 (Bressanone), Trentino-Alto Adige - 04 (Trento), Trentino-Alto Adige - 05 (Rovereto) e Trentino-Alto Adige - 06 (Pergine Valsugana).
Dal 2020 al collegio appartengono quattro collegi uninominali: Trentino-Alto Adige - 01 (Trento), Trentino-Alto Adige - 02 (Rovereto), Trentino-Alto Adige - 03 (Bolzano), Trentino-Alto Adige - 04 (Bressanone).

## Dati elettorali

### XVIII legislatura
Il 26 maggio 2019 nei collegi uninominali Trentino-Alto Adige - 04 e Trentino-Alto Adige - 06 si sono tenute elezioni suppletive.

#### Risultati elettorali
| Liste          | Liste                    | Proporzionale | Proporzionale | Proporzionale | Maggioritario | Maggioritario | Maggioritario |  |
| Liste          | Liste                    | Voti          | %             | Seggi         | Voti          | %             | Seggi         |  |
| -------------- | ------------------------ | ------------- | ------------- | ------------- | ------------- | ------------- | ------------- |  |
|                | SVP - PATT               | 134 595       | 24,15         | 2             | 241 610       | 43,36         | 3             |  |
|                | Partito Democratico      | 81 698        | 14,66         | –             | 241 610       | 43,36         | 3             |  |
|                | +Europa                  | 14 231        | 2,55          | –             | 241 610       | 43,36         | 3             |  |
|                | Civica Popolare          | 7 527         | 1,35          | –             | 241 610       | 43,36         | 3             |  |
|                | Italia Europa Insieme    | 3 559         | 0,64          | –             | 241 610       | 43,36         | 3             |  |
|                | Lega                     | 107 598       | 19,31         | 2             | 163 325       | 29,31         | 3             |  |
|                | Forza Italia             | 39 019        | 7,00          | –             | 163 325       | 29,31         | 3             |  |
|                | Fratelli d'Italia        | 14 582        | 2,62          | –             | 163 325       | 29,31         | 3             |  |
|                | Noi con l'Italia – UDC   | 2 126         | 0,38          | –             | 163 325       | 29,31         | 3             |  |
|                | Movimento 5 Stelle       | 108 698       | 19,51         | 1             | 108 698       | 19,51         | –             |  |
|                | Liberi e Uguali          | 21 820        | 3,92          | –             | 21 820        | 3,92          | –             |  |
|                | CasaPound                | 8 067         | 1,45          | –             | 8 067         | 1,45          | –             |  |
|                | Potere al Popolo!        | 5 706         | 1,02          | –             | 5 706         | 1,02          | –             |  |
|                | Il Popolo della Famiglia | 4 897         | 0,88          | –             | 4 897         | 0,88          | –             |  |
|                | Partito Valore Umano     | 3 121         | 0,56          | –             | 3 121         | 0,56          | –             |  |
| Totale         | Totale                   | 557 244       | 100           | 5             | 557 244       | 100           | 6             |  |
|                |                          |               |               |               |               |               |               |  |
| Schede bianche | Schede bianche           | 17 971        | 3,03          |               |               |               |               |  |
| Schede nulle   | Schede nulle             | 17 138        | 2,89          |               |               |               |               |  |
| Votanti        | Votanti                  | 592 353       | 74,20         |               |               |               |               |  |
| Elettori       | Elettori                 | 798 345       |               |               |               |               |               |  |

#### Eletti nei collegi uninominali
Eletti nella coalizione di centro-destra (Lega - FI - FdI - NcI-UDC)
     Eletti nella lista SVP-PATT
     Eletti nella coalizione di centro-sinistra (SVP-PATT - PD - +EUR - CP - Insieme)
| Collegio uninominale | Eletto       | Eletto             | Partito |
| -------------------- | ------------ | ------------------ | ------- |
| 1. Bolzano           |              | Maria Elena Boschi | PD      |
| 2. Merano            |              | Albrecht Plangger  | SVP     |
| 3. Bressanone        |              | Renate Gebhard     | SVP     |
| 4. Trento            |              | Giulia Zanotelli   | Lega    |
| 4. Trento            | Martina Loss |                    | Lega    |
| 5. Rovereto          |              | Vanessa Cattoi     | Lega    |
| 6. Pergine Valsugana |              | Maurizio Fugatti   | Lega    |
| 6. Pergine Valsugana | Mauro Sutto  |                    | Lega    |

1. ↑  In data 19.09.2019 aderisce al gruppo Italia Viva - Italia C'è.
2. 1 2  aderisce al gruppo misto, componente «Minoranze linguistiche.»
3. ↑  Dimissionaria in data 09.01.2019 (assume la carica di assessora nella giunta provinciale trentina).
4. ↑  Dal 31 maggio 2019 (eletta in seguito a elezioni suppletive).
5. ↑  Dimissionario in data 09.01.2019 (assume la carica di presidente nella giunta provinciale trentina).
6. ↑  Dal 1º giugno 2019 (eletto in seguito a elezioni suppletive).

#### Eletti nel collegio plurinominale
| SVP-PATT                           | Lega                           | M5S               |
| ---------------------------------- | ------------------------------ | ----------------- |
|                                    |                                |                   |
| Manfred Schullian Emanuela Rossini | Diego Binelli Stefania Segnana | Riccardo Fraccaro |

1. 1 2  aderisce al gruppo misto, componente «Minoranze linguistiche»
2. ↑  Dimissionaria in data 09.01.2019 (assume la carica di assessora nella giunta provinciale trentina); in data 10.01.2019 le subentra Tiziana Piccolo, che in data 27.05.2021 aderisce al gruppo Coraggio Italia; in pari data torna nel gruppo Lega - Salvini Premier; il 07.07.2022 aderisce al gruppo misto, componente «Coraggio Italia».

### XIX legislatura
|                               | Fratelli d'Italia                                              | 94 823  | 18,76 | 1 | 157 622 | 31,18 | 2 |  |  |
|                               | Lega per Salvini Premier                                       | 43 109  | 8,53  | – | 157 622 | 31,18 | 2 |  |  |
|                               | Forza Italia                                                   | 16 945  | 3,35  | – | 157 622 | 31,18 | 2 |  |  |
|                               | Noi Moderati                                                   | 2 745   | 0,54  | – | 157 622 | 31,18 | 2 |  |  |
|                               | Partito Democratico - Italia Democratica e Progressista        | 86 459  | 17,10 | 1 | 132 938 | 26,30 | – |  |  |
|                               | Alleanza Verdi e Sinistra                                      | 29 599  | 5,86  | – | 132 938 | 26,30 | – |  |  |
|                               | +Europa                                                        | 14 930  | 2,95  | – | 132 938 | 26,30 | – |  |  |
|                               | Impegno Civico – Centro Democratico                            | 1 950   | 0,39  | – | 132 938 | 26,30 | – |  |  |
|                               | Südtiroler Volkspartei – Partito Autonomista Trentino Tirolese | 117 010 | 23,15 | 1 | 117 010 | 23,15 | 2 |  |  |
|                               | Azione - Italia Viva                                           | 30 678  | 6,07  | – | 30 678  | 6,07  | – |  |  |
|                               | Movimento 5 Stelle                                             | 25 394  | 5,02  | – | 25 394  | 5,02  | – |  |  |
|                               | Vita                                                           | 22 331  | 4,42  | – | 22 331  | 4,42  | – |  |  |
|                               | Italexit                                                       | 8 754   | 1,73  | – | 8 754   | 1,73  | – |  |  |
|                               | Italia Sovrana e Popolare                                      | 6 426   | 1,27  | – | 6 426   | 1,27  | – |  |  |
|                               | Unione Popolare                                                | 4 331   | 0,86  | – | 4 331   | 0,86  | – |  |  |
| Totale                        | Totale                                                         | 505 484 | 100   | 3 | 505 484 | 100   | 4 |  |  |
|                               |                                                                |         |       |   |         |       |   |  |  |
| Voti non validi               | Voti non validi                                                | 30 110  | 5,62  |   |         |       |   |  |  |
| Votanti                       | Votanti                                                        | 535 594 | 66,04 |   |         |       |   |  |  |
| Elettori                      | Elettori                                                       | 811 006 |       |   |         |       |   |  |  |
|                               |                                                                |         |       |   |         |       |   |  |  |
| Data: 25 settembre 2022       |                                                                |         |       |   |         |       |   |  |  |
| Fonte: Ministero dell'interno |                                                                |         |       |   |         |       |   |  |  |

#### Eletti nei collegi uninominali
Eletti nella coalizione di centro-destra (FdI - Lega - FI - NM)
     Eletti nella lista SVP-PATT
| Collegio uninominale | Eletto | Eletto             | Partito                |
| -------------------- | ------ | ------------------ | ---------------------- |
| 1. Trento            |        | Andrea de Bertoldi | Fratelli d'Italia      |
| 2. Rovereto          |        | Vanessa Cattoi     | Lega                   |
| 3. Bolzano           |        | Manfred Schullian  | Südtiroler Volkspartei |
| 4. Bressanone        |        | Renate Gebhard     | Südtiroler Volkspartei |

1. ↑  Aderisce al gruppo misto-NI in data 12.08.2024. Aderisce al gruppo Lega - Salvini Premier il 05.02.2025

#### Eletti nel collegio plurinominale
| SVP-PATT      | Fratelli d'Italia | Partito Democratico-IDP |
| ------------- | ----------------- | ----------------------- |
|               |                   |                         |
| Dieter Steger | Alessia Ambrosi   | Sara Ferrari            |